# Faust (męczennik aleksandryjski)
Święty Faust – diakon i męczennik chrześcijański. Żył od połowy III wieku do początku IV wieku w Aleksandrii. Za rządów Waleriana został osądzony razem z biskupem Dionizym i z dwoma diakonami. Wygnany został do Libii. Po pewnym czasie Faust powrócił do Egiptu i prowadził wędrowne życie. W czasie prześladowań za rządów Decjusza został ścięty.
Jego wspomnienie liturgiczne przypada 6 września.